# جیکوب کین
جیکوب کین (انگلیسی: Jacob Cane؛ زادهٔ ۲۰ مهٔ ۱۹۹۴) بازیکن فوتبال اهل بریتانیا است.
از باشگاه‌هایی که در آن بازی کرده‌است می‌توان به باشگاه فوتبال اکستر سیتی، باشگاه فوتبال پول تاون، باشگاه فوتبال ویموث، و باشگاه فوتبال وستون سوپر مار اشاره کرد.